# 海什特
海什特是伊朗的城市，位於該國南部札格羅斯山脈東南部，由法爾斯省負責管轄，距離首府設拉子110公里，海拔高度480米，2006年人口10,332。